# Mul Mantar
O Mul Mantar (também conhecido como "Mool Mantra" ou "Mul Mantra") é a composição literária mais importante das que constam no Adi Granth, a escritura do Siquismo. Na língua Gurmukhi "Mul Mantar" significa "A raiz do mantra". 
Diz-se que o Mul Mantar é a primeira composição atribuída a Guru Nanak após sua iluminação, aproximadamente quando este tinha 30 anos. Começando como a base da fé do Siquismo, o Mul Mantar encapsula inteiramente a teologia siquista. Quando um siquista começa seu treinamento no Gurbani, este é o primeiro verso que aprenderá.
Os siquistas acham que o Mul Mantar resume-se em sua primeira frase, "Ek Ongkar", que além de ser a primeira frase do mantra, é também um dos nomes mais amados de Deus para os siquistas.

## Tradução do Mul Mantra
ੴ ਸਤਿ ਨਾਮੁ ਕਰਤਾ ਪੁਰਖੁ ਨਿਰਭਉ ਨਿਰਵੈਰੁ ਅਕਾਲ ਮੂਰਤਿ ਅਜੂਨੀ ਸੈਭੰ ਗੁਰ ਪ੍ਰਸਾਦਿ ॥
EK ONG KAR: O ser é um
SATHE NAM: Seu nome é verdade
KARTHA PUR: Criador do universo
NIRBO, NIRVER: Para além do medo, para além da vingança
AKOL MURET, ADJUNI: Para além da morte, não nascido
SEABANG: Existe por si mesmo
GUR PRASSAD: Pela graça da sabedoria
JAP: Medita
AD SACH: Verdade no princípio
JOGUEM SACH: Verdade em todas as eras
HEBI SACH: Verdade inclusive agora
NANEKO HOSE BI SACH: Nanak diz que a verdade sempre será
Tradução alternativa:
Deus é um. Seu nome é verdadeiro. Ser criador personificado. Não há medo. Não há repúdio. Imagem do que não morre, para além do nascimento, existente por si mesmo. Pela graça do guru.